# Catfish Collins
Phelps "Catfish" Collins (1944 — 6 de agosto de 2010) foi um guitarrista rítmico estadunidense, mais conhecido por seu trabalho no coletivo P-funk de George Clinton. Embora freqüentemente ofuscado por seu irmão mais novo Bootsy Collins, Catfish participou de diversos registros notáveis de James Brown, Parliament, Funkadelic e da Bootsy's Rubber Band.